# Rodrigo Linares
Rodrigo Nicolás Linares Coronel (Rawson, Chubut, 15 de mayo de 1995) es un futbolista argentino-chileno que juega de delantero.

## Trayectoria
Oriundo de Rawson, estuvo desde los 13 hasta los 16 años en las divisiones inferiores de CAI Comodoro Rivadavia. A los 16, se fue a probar a Argentinos Juniors, siendo aprobado su fichaje por el coordinador general Hugo Tocalli.
Al ser su abuela chilena, tuvo la oportunidad de ser nominado por el mismo Tocalli a la selección chilena sub-20 con vistas al Sudamericano 2015, no quedando en la lista final.
Tras regresar a CAI Comodoro Rivadavia, tuvo pasos por diferentes equipos del Federal A argentino, como también por Caupolicán de Cauquenes de Tercera B de Chile, hasta que 2020 es anunciado como refuerzo de Club de Deportes Puerto Montt. En 2021, es anunciado como nuevo jugador de Deportes Valdivia, siendo dejado libre a mediados de 2022.
En julio de 2022, se anuncia su regreso a Club Atlético Germinal.

## Clubes
| Club                          | País      | Año       |
| ----------------------------- | --------- | --------- |
| CAI Comodoro Rivadavia        | Argentina | 2015      |
| Gutiérrez                     | Argentina | 2016      |
| Club Atlético Germinal        | Argentina | 2017-2018 |
| JJ Moreno                     | Argentina | 2019      |
| Caupolicán de Cauquenes       | Chile     | 2019      |
| Huracán de Comodoro Rivadavia | Argentina | 2020      |
| Deportes Puerto Montt         | Chile     | 2020      |
| Deportes Valdivia             | Chile     | 2021-2022 |
| Club Atlético Germinal        | Argentina | 2022-2023 |
| JJ Moreno                     | Argentina | 2023-2025 |